# Кайюна (город, Миннесота)
Кайюна (англ. Cuyuna) — город в округе Кроу-Уинг, штат Миннесота, США. На площади 9,1 км² (8,5 км² — суша, 0,6 км² — вода), согласно переписи 2002 года, проживают 231 человек. Плотность населения составляет 27,2 чел./км².
- Телефонный код города — 218
- Почтовый индекс — 56444
- FIPS-код города — 27-14428[1]
- GNIS-идентификатор — 0642570[2]